# Мар'їнсько
Мар'їнсько (рос. Марьинско) — присілок в Плюському районі Псковської області Російської Федерації.
Населення становить 17 осіб. Входить до складу муніципального утворення Лядська волость.

## Історія
Від 2015 року входить до складу муніципального утворення Лядська волость.

## Населення
| 2001 | 2002 | 2010 |
| ---- | ---- | ---- |
| 28   | ↗33  | ↘17  |